# Ghiacciaio Aster
Il ghiacciaio Aster (in inglese: Aster Glacier) è un ghiacciaio vallivo situato sulla costa di Zumberge, nella parte occidentale della Terra di Ellsworth, in Antartide. In particolare, il ghiacciaio, il cui punto più alto si trova a circa 2.600 m s.l.m., si trova sul versante orientale della catena principale della dorsale Sentinella, nelle Montagne di Ellsworth, tra il ghiacciaio Della Pia, a nord, e il ghiacciaio Sowers, a sud. Da qui, esso fluisce verso est lungo il versante orientale del massiccio Craddock, in particolare del monte Rutford, fiancheggiando il lato meridionale del picco Elfring, fino a unire il proprio flusso a quello del ghiacciaio Thomas.

## Storia
Il ghiacciaio Aster è stato così battezzato dal Comitato consultivo dei nomi antartici nel 2006 in onore di Richard C. Aster, professore di geofisica e capo del dipartimento di scienze della Terra all'università statale del Colorado, il cui lavoro include ricerche di vulcanologia effettuate presso l'osservatorio del monte Erebus, sull'isola di Ross, inerenti alla tomografia sismica e alla relazione tra i movimenti delle placche tettoniche e l'evoluzione della calotta antartica.